# Rajon Petrykau

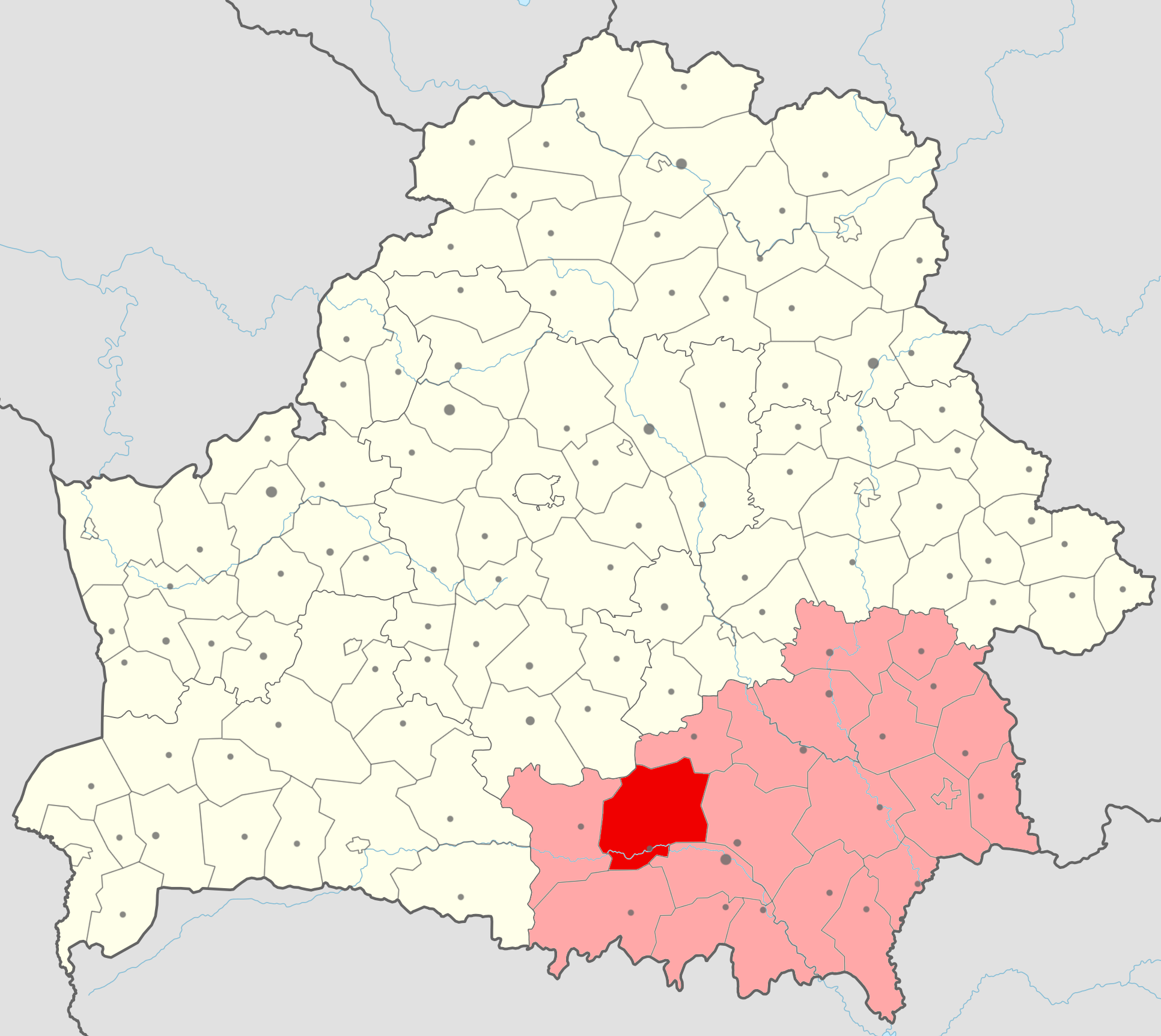
Rajon Petrykau, Karte

Der Rajon Petrykau (belarussisch Петрыкаўскі раён; russisch Петриковский район) ist eine Verwaltungseinheit in der Homelskaja Woblasz in Belarus mit dem administrativen Zentrum in der Stadt Petrykau. Der Rajon hat eine Fläche von 2800 km² und umfasst 125 Ortschaften.

## Geographie
Der Rajon Petrykau liegt im westlichen Teil der Homelskaja Woblasz. Die Nachbarrajone in der Homelskaja Woblasz sind im Norden Akzjabrski, im Osten Kalinkawitschy, im Südosten Masyr, im Süden Leltschyzy und im Westen Schytkawitschy.